# Va nuda per il mondo
Va nuda per il mondo (Go Naked in the World) è un film statunitense del 1961, diretto da Ranald MacDougall e Charles Walters, basato su un romanzo di Tom T. Chamales.
È un film drammatico con Gina Lollobrigida che interpreta Giulietta Cameron, una prostituta di cui s'innamora il ricco imprenditore Nick Stratton, figlio di un immigrato greco, interpretato da Anthony Franciosa. Da questa sceneggiatura fu tratto il remake Pretty Woman con Julia Roberts e Richard Gere. Ernest Borgnine interpreta Pete Stratton, il padre di Nick.

## Trama
Nick Stratton, appena rientrato a casa in San Francisco dopo un periodo sotto le armi, sta tentando di trovare la sua strada nel mondo. Suo padre Pete è un milionario che si è fatto da sé e una persona importante nella comunità degli immigrati greci. Pete vuol bene a suo figlio, ma egli tenta di acquisire il suo affetto e di dominare la sua vita come fa con i suoi dipendenti e i suoi soci di affari. Nick combatte per affermare la propria identità, ma la pressione della famiglia e il suo affetto per il padre sono molto forti. Pete vuole che Nick sposi una bella ragazza, figlia di un suo socio in affari. Nick e Giulietta Cameron sono già profondamente innamorati, benché lei sia stranamente riluttante a continuare a vedere Nick. Egli la presenta come sua fidanzata ai suoi genitori il giorno del loro anniversario di matrimonio. Pete gli dice in termini non equivoci che Giulietta è una prostituta, con la quale lui stesso e molti dei suoi amici, presenti al ricevimento, si sono in passato appartati dietro pagamento.
Nick cerca di lasciare Giulietta ma essi sono pazzamente innamorati. Dappertutto dove si recano incontrano qualche suo ex cliente. 
Giulietta fa tutto quel che può per allontanarlo, dicendogli che c'è proprio un altro "John" che le sta dietro, cercando di risparmiargli un dolore. Lei è distrutta quando ci riesce. Quando lei lo incontra in un bar dove era andata con un ex cliente, deliberatamente amoreggia oltraggiosamente con ogni uomo nel locale. Nick lotta con qualsiasi uomo nel locale, allontanando chiunque le si avvicini e viene tratto in arresto.
In ambasce, Giulietta ruba un semplice vestitino bianco da un attaccapanni, mettendo al suo posto il suo foulard, poi va a casa, indossa il vestito e salta dal balcone nel mare sottostante per suicidarsi.
Nick entra nell'appartamento e cerca Giulietta, che però si getta in acqua. Un pescatore scioccato trae Giulietta dall'acqua e la distende sulla spiaggia. Nick corre tra la folla e l'abbraccia brevemente, ma la polizia lo spinge via. Vedendo Pete, uno sconvolto Nick dice a Pete che Giulietta deve aver saputo che lui è ritornato per lei.

## Produzione
Il film, diretto da Ranald MacDougall e Charles Walters (quest'ultimo non accreditato) su sceneggiatura dello stesso MacDougall, da un soggetto di Tom T. Chamales (autore del romanzo), fu prodotto da Aaron Rosenberg per la Arcola Pictures.

## Distribuzione
Il film fu distribuito negli Stati Uniti dal 10 marzo 1961 dalla Metro-Goldwyn-Mayer.
Alcune delle uscite internazionali sono state:
- in Finlandia il 24 marzo 1961 (Alasti maailmassa)
- in Spagna il 6 novembre 1961 (Desnuda frente al mundo)
- in Svezia il 5 febbraio 1962
- in Danimarca il 2 luglio 1962
- in Argentina (Desnuda por el mundo)
- in Germania Ovest (Geh nackt in die Welt)
- in Francia (Volupté)
- in Grecia (Zise gymni ston kosmo)
- in Italia (Va nuda per il mondo)

## Promozione
La tagline è: "Julie... No Man Could Forget her, No Woman Forgive Her" (Giulia... nessun uomo può scordarla, nessuna donna può perdonarla).

## Critica
Secondo il Morandini il film è un "melodramma insulso" realizzato da MacDougall che si rivela un buon sceneggiatore ma non un altrettanto abile regista. Gina Lollobrigida "non va in giro nuda, ma carica di costosissime pellicce".